# Scotch Doubles
Ein Scotch Double (deutsch: Wechselstoß, abwechselnde Aufnahme) beschreibt eine Spielweise/-modus für Teams im Billard. Zwei Teams mit je zwei Spielern treten gegeneinander an. Im Gegensatz zur Spielweise in einem normalen Double spielen die Spieler eines Teams ihre Züge jedoch nicht nacheinander, sondern teilen sich diese. Das bedeutet, Spieler A einer Mannschaft beginnt den Zug und sofern ein Ball gelocht wurde, spielt sein Teamkamerad Spieler B den nächsten Stoß, statt bis zum Beenden des eigenen Mannschaftszuges und dem darauf folgenden Zug der gegnerischen Mannschaft zu warten, bevor er an den Tisch tritt, um einen eigenen Stoß zu machen.
Das bekannteste Turnier, bei dem diese Spielweise Anwendung findet, ist der World Cup of Pool und seit 2015 auch in der Verlängerung nach Unentschieden bei der Dreiband-Weltmeisterschaft für Nationalmannschaften (Team-WM). Der IOC hat in Hinsicht auf eine olympische Austragung der Team-WM vorgeschrieben, das komplette Turnier ab 2017 in diesem Modus auszutragen.